# فرانس ملکنبک
فرانس ملکنبک (اسپانیایی: Frans Melckenbeeck‎؛ زادهٔ ۱۵ نوامبر ۱۹۴۰) دوچرخه‌سوار اهل بلژیک است.